# (74132) 1998 QN71
(74132) 1998 QN71 – planetoida z pasa głównego asteroid okrążająca Słońce w ciągu 3,54 lat w średniej odległości 2,32 j.a. Odkryta 24 sierpnia 1998 roku.